# Jelena Gogija
Jelena Otarievna Gogija (Russisch: Елена Отариевна Гогия) (Rostov aan de Don, 4 januari 1987) is een Russisch basketbalspeelster die uitkomt voor Dinamo Novosibirsk. Ze is Meester in de sport van Rusland, Internationale Klasse.

## Carrière
Gogija begon haar carrière in 2001 bij UMMC Jekaterinenburg. Daar speelde ze voor de jeugd, de junioren en het eerste team. In 2008 werd ze verhuurd aan TEO Vilnius uit Litouwen. Ze werd met dat team landskampioen van Litouwen. Ook won ze met dat team de Baltische Liga. In 2009 verhuisde ze naar Dinamo Novosibirsk. In 2012 stapte ze over naar Rostov-Don. Na één jaar ging ze naar Jenisej Krasnojarsk. In 2016 stapte ze over naar Sjachty Joergpoe. In 2018 stopte ze met basketbal.

## Erelijst
- Landskampioen Litouwen: 1
  - Winnaar: 2008
- Baltische Liga: 1
  - Winnaar: 2008